# Bouffioulx
Bouffioulx (en wallon Boufiou) est une section de la ville belge de Châtelet située en Région wallonne dans la province de Hainaut. La localité est réputée pour ses poteries en grès verni dont le surnom de « Cité de la Poterie ». C'était une commune à part entière avant la fusion des communes de 1977.

## Toponymie
Bouffioulx vient du latin vulgaire buffare « gonfler » dont est issu le terme buffa qui signifie une « grosse butte » représentative du relief de Bouffioulx.

## Géographie
Bouffioulx est traversé par la rivière Hanzinne, affluent de la Sambre qui longe l’ancienne ligne de chemin de fer 138 (Châtelet-Florennes). Son altitude varie de 95 m à 233 m.
Des falaises et des carrières calcaires marquent de leur présence le paysage vallonné de la Hanzinne à Bouffioulx. Ces calcaires datent de la période Carbonifère de l'ère Paléozoïque et du Frasnien premier étage géologique du Dévonien supérieur du Paléozoïque. Ils présentent une grande densité de phénomènes karstiques. Les plus spectaculaires sont ceux qui affectent les barres rocheuses le long de la vallée du ruisseau d’Hanzinne, au sud du village de Bouffioulx. Les massifs calcaires sont percés d’un chapelet de grottes : Montrou, Trou Quinet, Trou du Château, Trou Marique, etc. et de conduits karstiques. Un important réseau de galeries et de salles part de ces orifices. L'argile grésante à forte teneur en silice, intercalée avec du sable, est présente dans les dépressions karstiques.

### Morphologie urbaine

#### Les principaux quartiers
- La Blanche Borne.
- Saint-Blaise.
- Chamborgneau : hameau de Bouffioulx.
- Bouffioulx-Centre.
- La Sibérie.
- Le Domaine De Meyere.

#### Autres lieux-dits
- Les Tiennes.
- Les Potiats.
- Montchevreuil.
- Moncheret.
- Les Vaucelles.
- Les Coutures.
- Champ de Pêchenne.
- Carrière Moreau.
- Grotte de Montrou.
- La Goulette.
- Mèlèrî.

#### Bois
- Bois des Malagnes.
- Bois des Minières.
- Bois Godeau.

## Évolution démographique
- Sources : INS, Rem. : 1831 jusqu'en 1970 = recensements, 1976 = nombre d'habitants au 31 décembre.

## Histoire

### Préhistoire et Antiquité
Avec un sol riche en silex, de nombreux cours d'eau et des étendues boisées, la région qui entoure Bouffioulx était propice à l'installation de tribus du Néolithique. Des traces remontant à 8 000 ans ont notamment été retrouvées dans la grotte de Montrou à Bouffioulx.  Jusqu'au milieu du XIXe siècle, un groupe mégalithique composé d'un dolmen et de plusieurs menhirs maintenant disparus surplombait la vallée de la Hanzinne sur le plateau rocailleux de Sainte-Blaise. 

### Moyen Âge
Le plus vieil écrit concernant ce lieu remonte à 1341 quand Gilles de Loverval vend au Chapitre Saint-Lambert de Liège, sa terre et seigneurie de Bouffioulx qui est rattachée à celle de Châtelet. 
La fabrication de poteries en grès vernissé au sel à Bouffioulx date du Moyen-Âge et remonte au XIIIe siècle.
L'on connaît l'existence à Bouffioulx d'une cour de justice dès le XIIIe siècle, et de deux cours foncières dès le XIVe siècle.

### Renaissance et Temps modernes

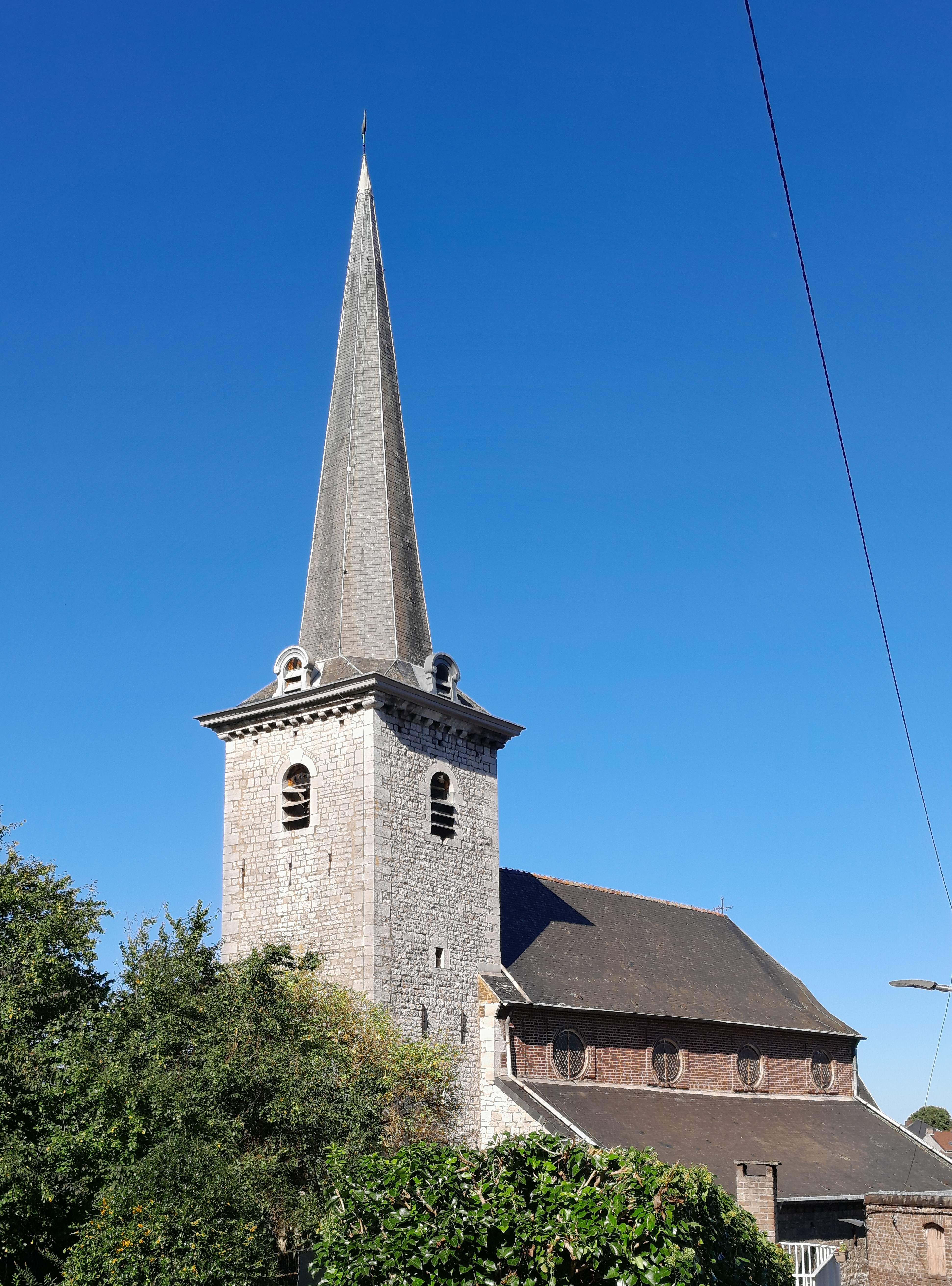
Église Saint-Géry de Bouffioulx.

L'organisation municipale proprement dite ne date que du XVIe siècle. En 1610, on érige la paroisse et l'église de Bouffioulx (désormais église St-Géry) dont subsiste le chœur semi-hexagonal.
Bouffioulx bénéficie à cette époque d'une grande prospérité économique, notamment grâce aux grès de Bouffioulx. La poterie faisait vivre de nombreux spécialistes dans différents métiers : bûcherons, extracteurs de terre, tourneurs, émailleurs, peintres, cuiseurs et spécialistes de la pose d’étain. En 1748 le relevé (fiscal) des cheminées pour la communauté de Bouffioulx recense 99 habitations correspondant à une population de 445 (± 10 %) personnes. À partir du XVIIIe siècle, le grès de Bouffioulx subit la concurrence de la faïence et tombe progressivement en désuétude.

### Époque contemporaine
Avec l'avènement de la révolution industrielle, la population passe de 1 027 à 3 457 personnes de 1830 à 1880 du fait du développement de l'industrie minière (carrières de marbre et de pierres à bâtir) et sidérurgique (hauts-fourneaux, laminage, chaudronnerie).
En 1907, le peintre Willem Delsaux établit un atelier de poterie à Bouffioulx et remet en honneur l'art du feu dans la production de poteries en grès. Il y applique les techniques et méthodes décoratives traditionnelles de la région à ses propres créations. À Bouffioulx, il côtoie, les artistes et céramistes Edgard Aubry, Roger Guérin, Arthur Craco, Omer Coppens ou Willy Finch.
En 1911, il fonde la Poterie de l'Escarboucle, une école wallonne de fabrication d'émail et de faïence émaillée, destinée, entre autres à l'architecture (cheminées, façades complètes, terrasses ou vases). Le déclenchement de la Première Guerre mondiale contrarie le fonctionnement de son entreprise.  
En août 1914, Bouffioulx est l'un des théâtres de la bataille de Charleroi entre la IIIe armée allemande du général Von Bülow venant de la vallée de la Sambre et la Ve armée française du général Lanzerac. De 5 h à 14 h le 22 août 1914, de violents combats opposent le 78e régiment d'infanterie allemand aux 36e régiment d'infanterie et 119e régiment d'infanterie français. Les Français sont contraints à la retraite et Bouffioulx tombe aux mains des Allemands. En représailles de la résistance rencontrée à Bouffioulx, l'armée allemande exécute 10 civils et détruit 32 bâtiments. Le 24 août, des civils réquisitionnés sont contraints d'inhumer 294 combattants français dans trois fosses communes.  
Dans l'entre-deux-guerres, le talentueux élève de Willem Delsaux, Roger Guérin, établit son atelier de potier à Bouffioulx et produit des céramiques de style Art déco. Les céramiques et poteries de Bouffioulx acquièrent grâce à lui une grande notoriété en Belgique et à l'étranger. L'on peut à présent les admirer dans des musées belges, hollandais, italiens et américains.
Au déclenchement de la Deuxième Guerre mondiale, une grande partie des habitants de Bouffioulx partent vers la France le 15 mai 1940. Les troupes allemandes entrent sans combats dans la commune le 18 mai pour s'en retirer début juin et rester à Châtelet. Dans le courant de juin-juillet les habitants rentrent dans leurs habitations. De juillet 1942 à septembre 1944, la commune de Bouffioulx est intégrée au Grand Charleroi sous occupation allemande.
À partir de 1944, l'aviation alliée débute le bombardement des réseaux ferroviaires belge et français en prévision du débarquement en Normandie. Le 11 avril des bombardiers moyens B26 Marauder américains attaquent la gare de formation de Couillet. La dispersion des bombes cause la mort de 10 civils. Le bombardement en tapis du 25 mai 1944 provoque la destruction totale de 39 maisons et de graves dégâts dans 145 habitations du quartier de la Blanche Borne.
En 1977, la commune de Bouffioulx est intégrée à la commune de Châtelet.

## Bourgmestres de Bouffioulx
- Adrien Baudelet (maire-mayeur) : 1816-1821.
- Jacques-Alphonse Gibon (mayeur) : 1822-1830.
- Jean-Baptiste Baudelet : 1831-1833.
- Jacques-Alphonse Gibon : 1833-1837.
- Jean François Camberlin : 1840.
- Guillaume Hermant : 1848-1866.
- Pierre-François Grégoire : 1868-1878.
- Émile Hermant : 1908-1910.
- Léon Dufays : 1921-1926.
- Germain Baudoux (libéral) : 1927-1933.
- Alfred Nassaux (POB) : 1933-1936.
- Charles François Sandron (POB) : 1940-1942.
- Léon Dufays (PSB) : 1947-1953.
- Eugène Vandeloise : 1960.
- Marcel Biron (PSB) : 1969-1971.

## Patrimoine, musées et folklore

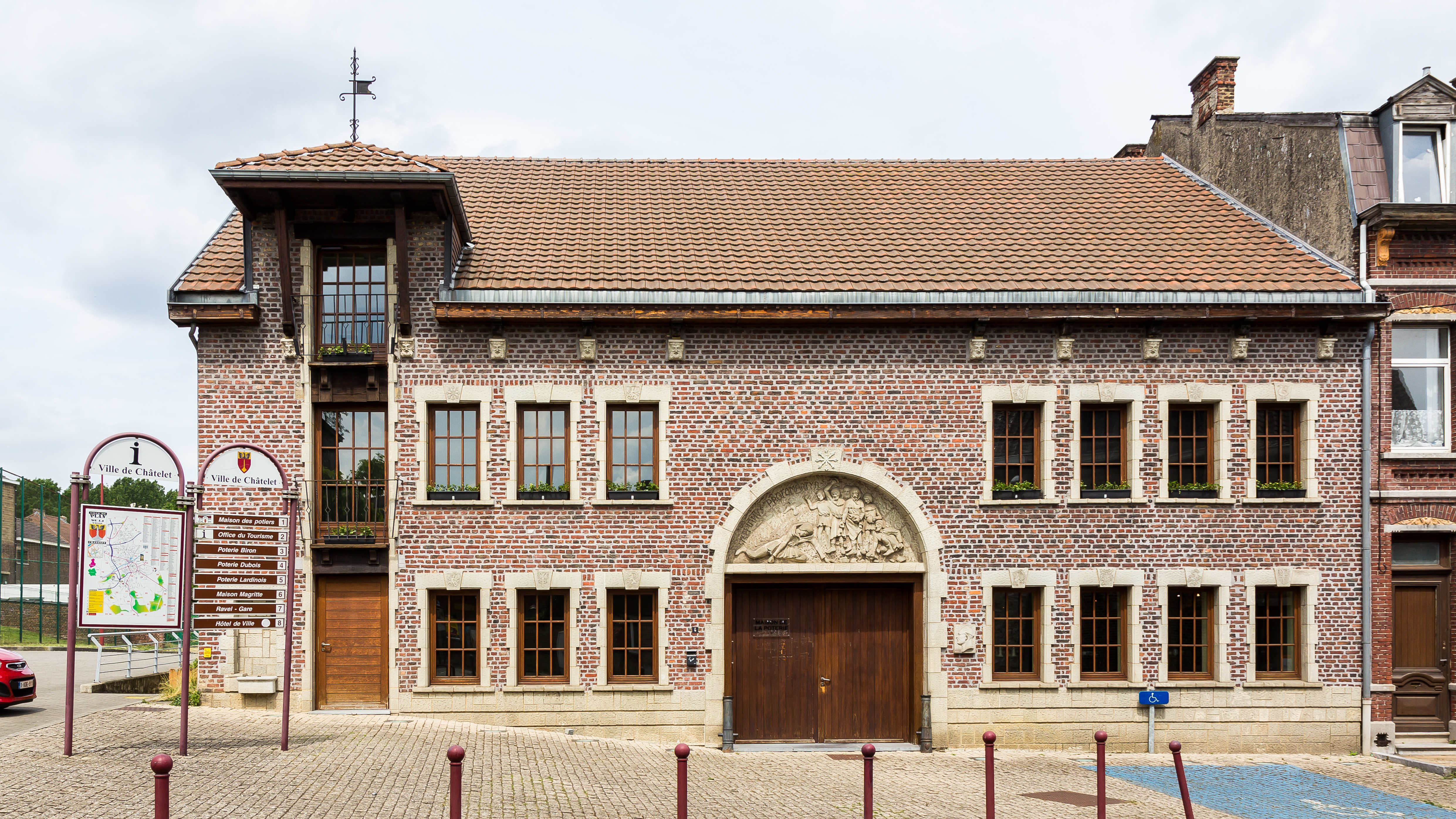
La maison de la Poterie.

### Patrimoine architectural et musées
- Église Saint-Géry, construite au XVIe siècle et en 1774[16].
- Église Saint-Ferdinand construite en 1913 par la famille Pirmez dans le quartier de Chamborgneau de style néo-roman[17].
- Vieux centre de Bouffioulx avec ses rues étroites, sa Maison de la poterie et ses maisons en pierres.
- Musée de la Grange aux Potiers, de l’atelier du Potier en activité et de la salle des fours (Poterie Dubois).
- Monument de la guerre 1914-1918, œuvre de Désiré Weygers sur la place.

### Folklore
- Fête de la Poterie : fête dédiée à l'artisanat organisée en juin-juillet.
- Marche Saint-Ferdinand créée en 1946, au hameau de Chamborgneau le deuxième dimanche de juillet.
- Marche Saint-Géry, le 15 août (marche qui n'existe plus).

## Enseignement
- Groupe scolaire Hayettes-Solvay : implantation Solvay, rue Ernest Solvay.

- Enseignement libre : l'école Saint-Géry, rue des Potias.

## Économie

### L'industrie du grès et la poterie d'art

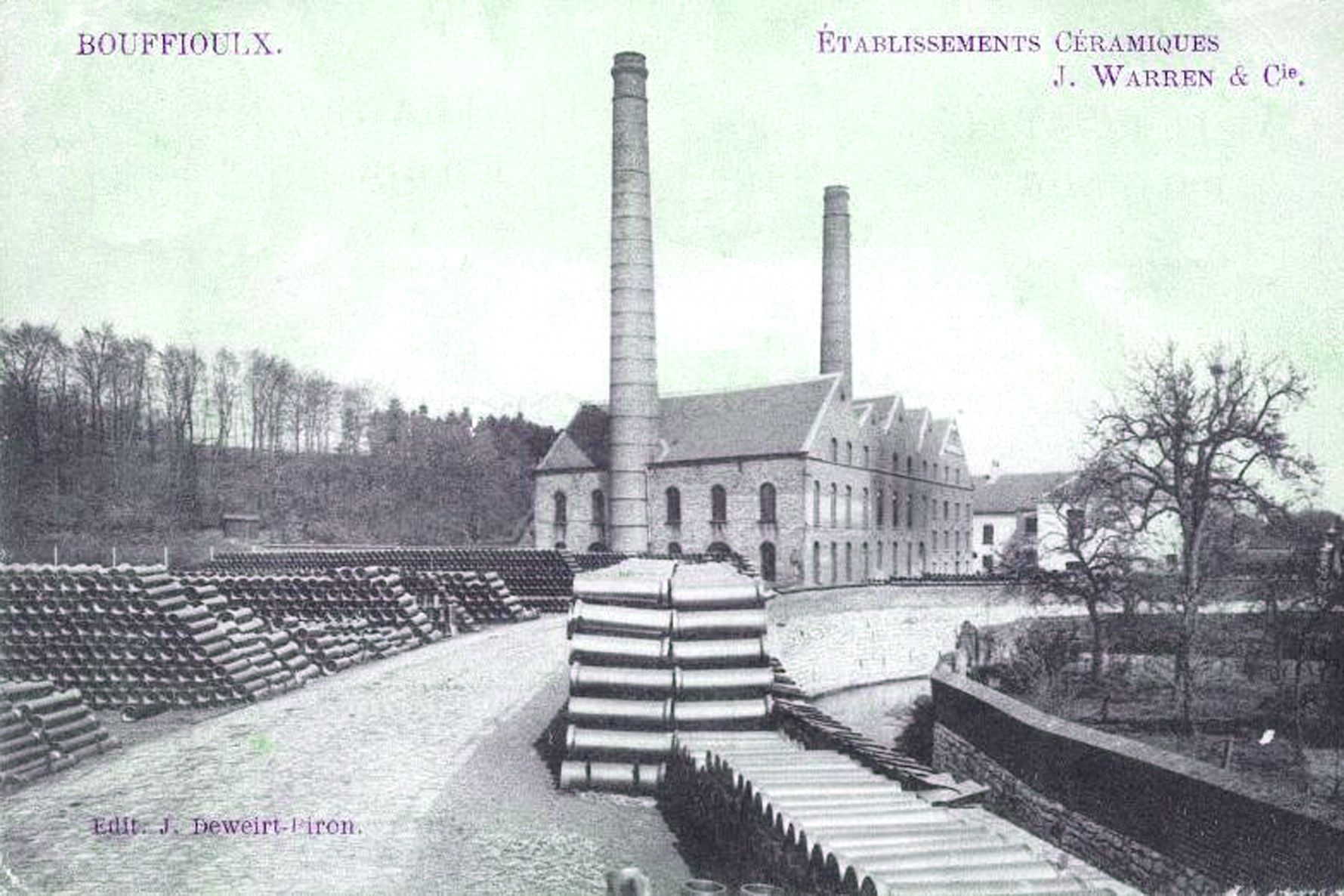
Fabrique de tuyaux en grès verni.

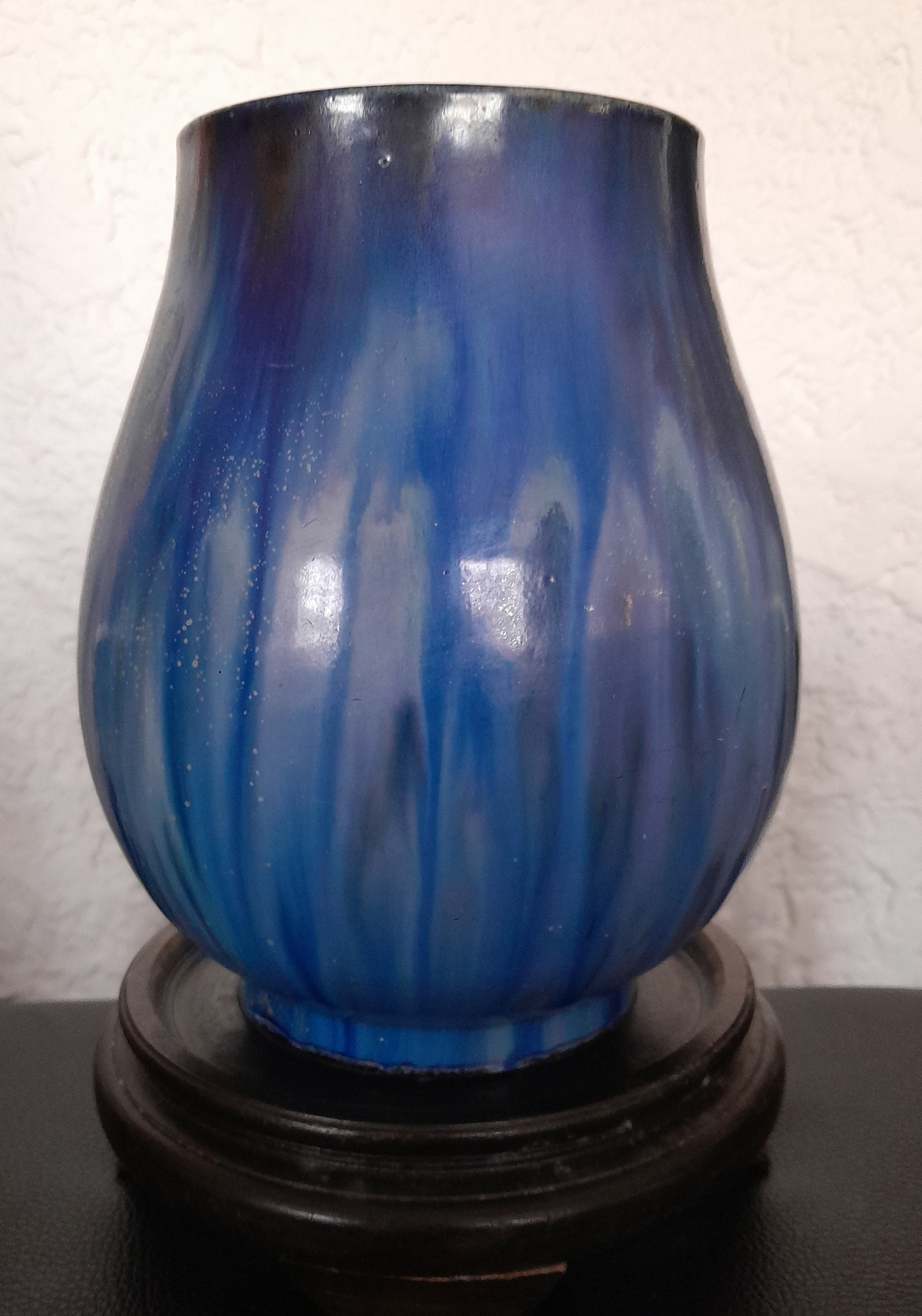
Céramique de Bouffioulx (Roger Guérin).

L’industrie du grès de Bouffioulx a été pendant de nombreux siècles florissante grâce à la bonne qualité de sa matière première, l'argile grésante à forte teneur en silice extraite dans les dépressions karstiques. La propriété de ce type d'argile est de résister à des hautes températures de plus ou moins 1300 °C permettant l'apport de sel marin nécessaire à la vitrification des poteries. Le combustible était au départ fourni par le bois fourni par les forêts environnantes et, à partir du XVIIIe siècle, par le charbon. Au niveau corporatif, le franc-Métier réunissait les maîtres ou patrons, les apprentis ou candidats maîtres et les serviteurs ou ouvriers.
Fin du XVIIIe siècle, la production de faïence supplante celle du grès à caractère artistique qui connaît un déclin durable avant que quelques artistes-céramistes passionnés par le grès d'art ne reprennent la tradition peu avant la Première Guerre mondiale.
Quelques ateliers de poterie de grès salé sont en activité et sont mis à l'honneur lors de la fête annuelle de la poterie qui se tient à Bouffioulx en juin-juillet : 
- poterie Biron ;
- poterie Dubois ;
- poterie Lardinois.

De même, l'ASBL « La Grange aux Potiers  » de Bouffioulx a pour objectif visant à sauvegarder et transmettre le savoir-faire ancestral des potiers de Bouffioulx. Cette association a reçu le prix Sambria 2023 décerné par l'association Prométhéa lui permettant de développer un parc à fours, unique en Belgique. Ce parc à fours comprend : un four à bois, un four à fosse, un espace pour des cuissons éphémères, un espace pour les cuissons raku, le vieux four de la Poterie Dubois pour la cuisson au charbon et un nouveau four électrique. Ces différents fours donnent la possibilité aux artistes et apprenants de pouvoir toucher à de nombreux types de cuisson.
Le Palais de Justice de Charleroi abrite dans le hall d'entrée des céramiques en grès de Bouffioulx de Marie-Henriette Bataille, Claire Lambert et Paul Timper.

### Les carrières
Plusieurs carrières ont fourni dans la vallée de l'Hanzinne du calcaire ou du marbre qui ont notamment été exploités dans l'industrie carolorégienne et dans la construction. L'exploitation des carrières Moreau, Lebrun, Quinet, Sébastopol et Marbrerie des Guyaux situées au sud de Bouffioulx dans la vallée du ruisseau d’Hanzinne est désormais abandonnée. Le site réhabilité de la carrière Sébastopol (réserve Natagora) est devenu un haut lieu de tourisme vert dans la région de Charleroi.

### Promenades et tourisme vert
- Carrière Sébastopol : réserve Natagora de 47,17 ha[20] accessible au public sous la forme de visites guidées. Sur ce site, s'est ouverte en 1855 une carrière de production de chaux. Cinq fours à chaux, parmi les plus grands et les mieux conservés d'Europe y sont construits pour exploiter la pierre calcaire. En 1957, l'activité cesse et la nature retrouve sa place. Le hibou grand-duc d’Europe s'y établit. Une riche flore adaptée aux sols calcaires se développe au pied de la falaise : orchidées indigènes, vipérine, hellébore fétide ou encore orobanche pourprée. Une ancienne fosse d’extraction se transforme avec le temps en un large étang où avoisinent crapauds calamites, alytes accoucheurs, tritons et salamandres. Également présente dans la réserve Sébastopol, une zone agricole, cultivée dans le souci de environnement et un verger haute tige comportant d’anciennes variétés de la région. Les moutons de l'Entre-Sambre-et-Meuse, une race indigène quasi disparue, y entretiennent les pâtures sous le couvert des arbres fruitiers[21]. Le Trou ou Grotte Quinet est inclus dans le périmètre de la carrière Sébastopol. Il constitue un gîte d'hibernation pour plusieurs espèces de chauves-souris et, depuis mars 2010, bénéficie du statut de cavité souterraine d'intérêt scientifique[22].

- GRP 1666 : « Grande Dérive », sentier de Grande Randonnée d'une longueur de 54 km faisant le tour de Charleroi qui traverse le centre de Bouffioulx.
- RAVeL 138 (sur le tracé de l'ancienne ligne de chemin de fer 138) - piste cyclable en site propre de Châtelet à Gerpinnes.
- Rochers de Bouffioulx et grotte de Montrou : petit site d'escalade géré par le Groupe Spéléologique de Charleroi comportant sept voies d'escalade équipées.
- Trou Quinet et Trou Marique : spéléologie.

## Images

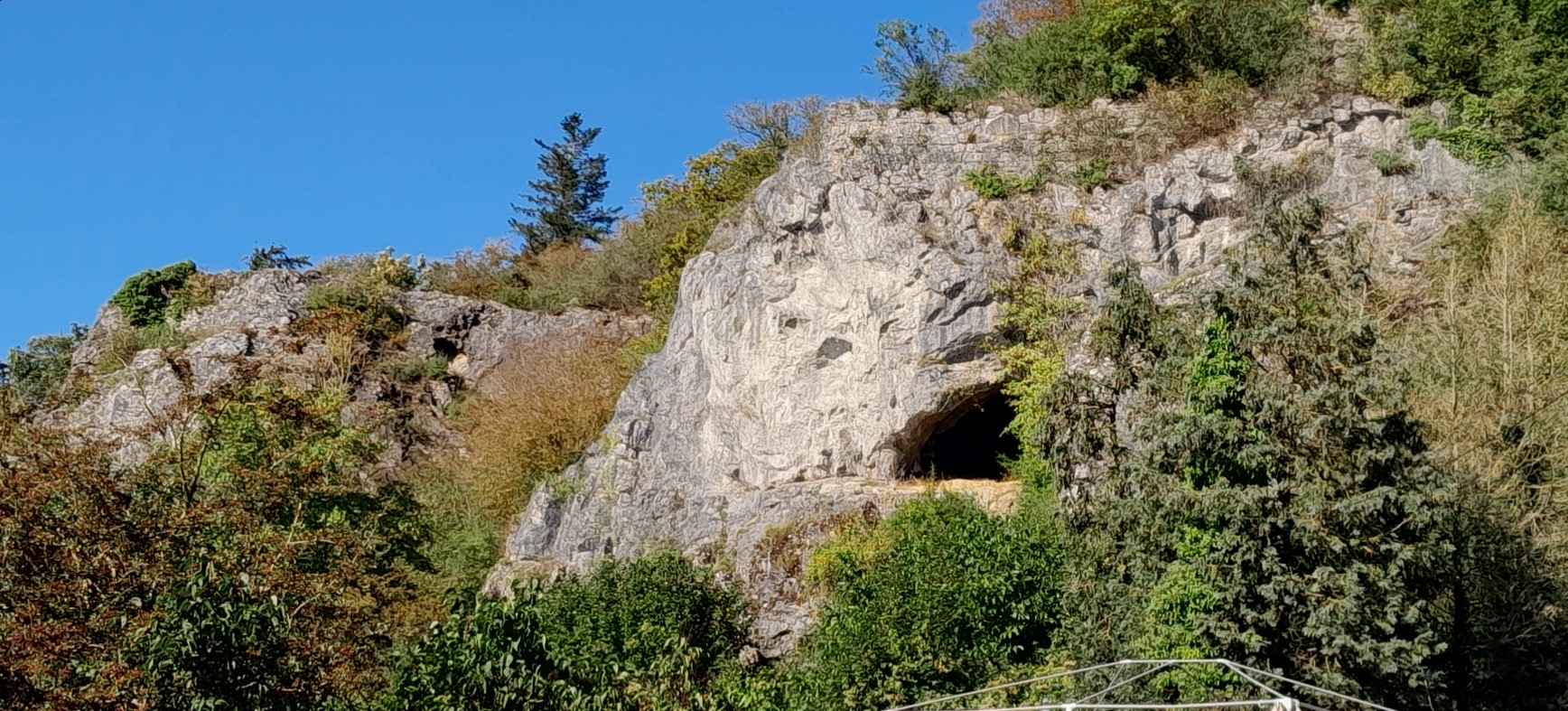
Rochers de Bouffioulx et grotte de Montrou.
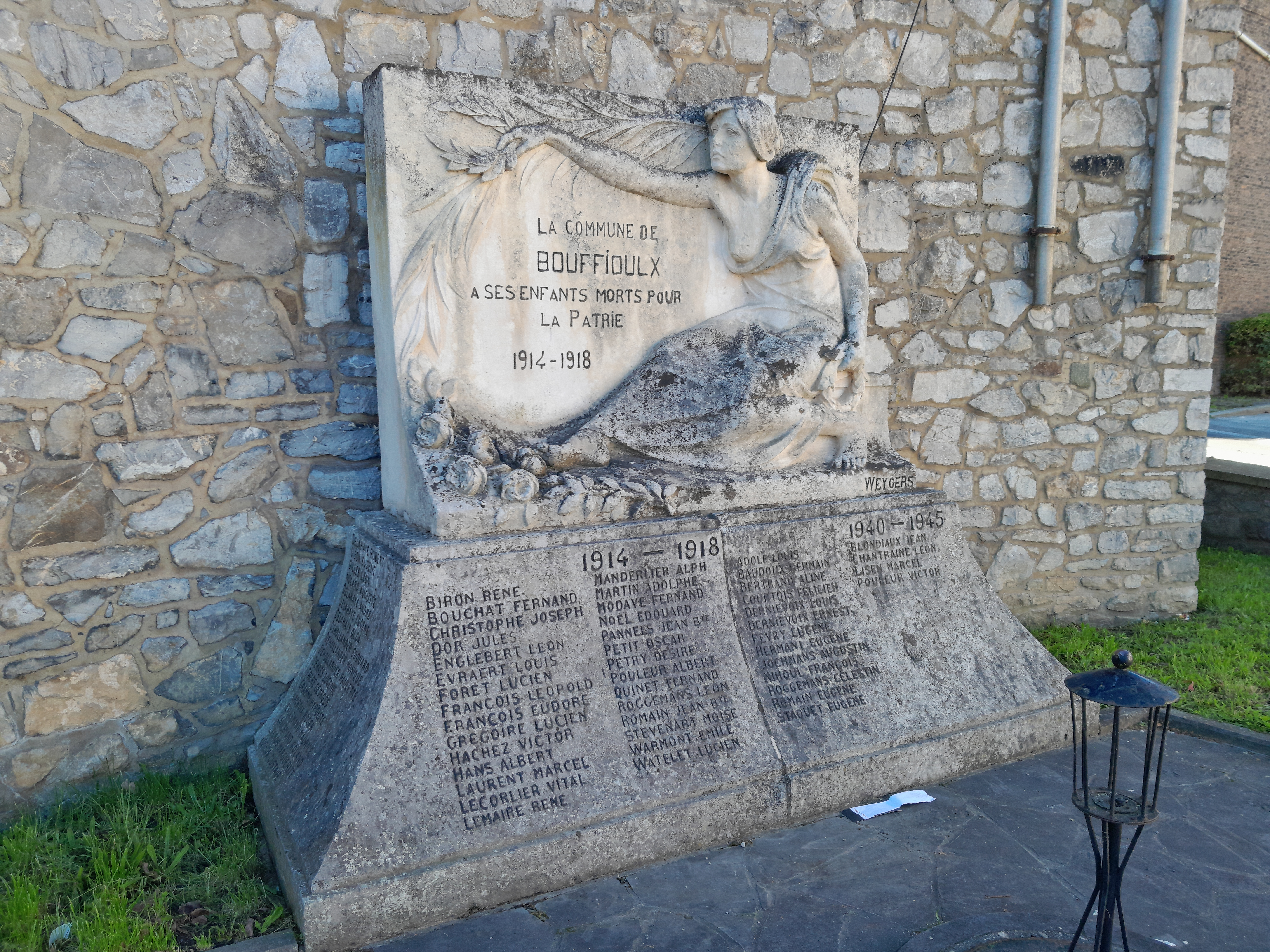
Monument au morts 1914-1918.
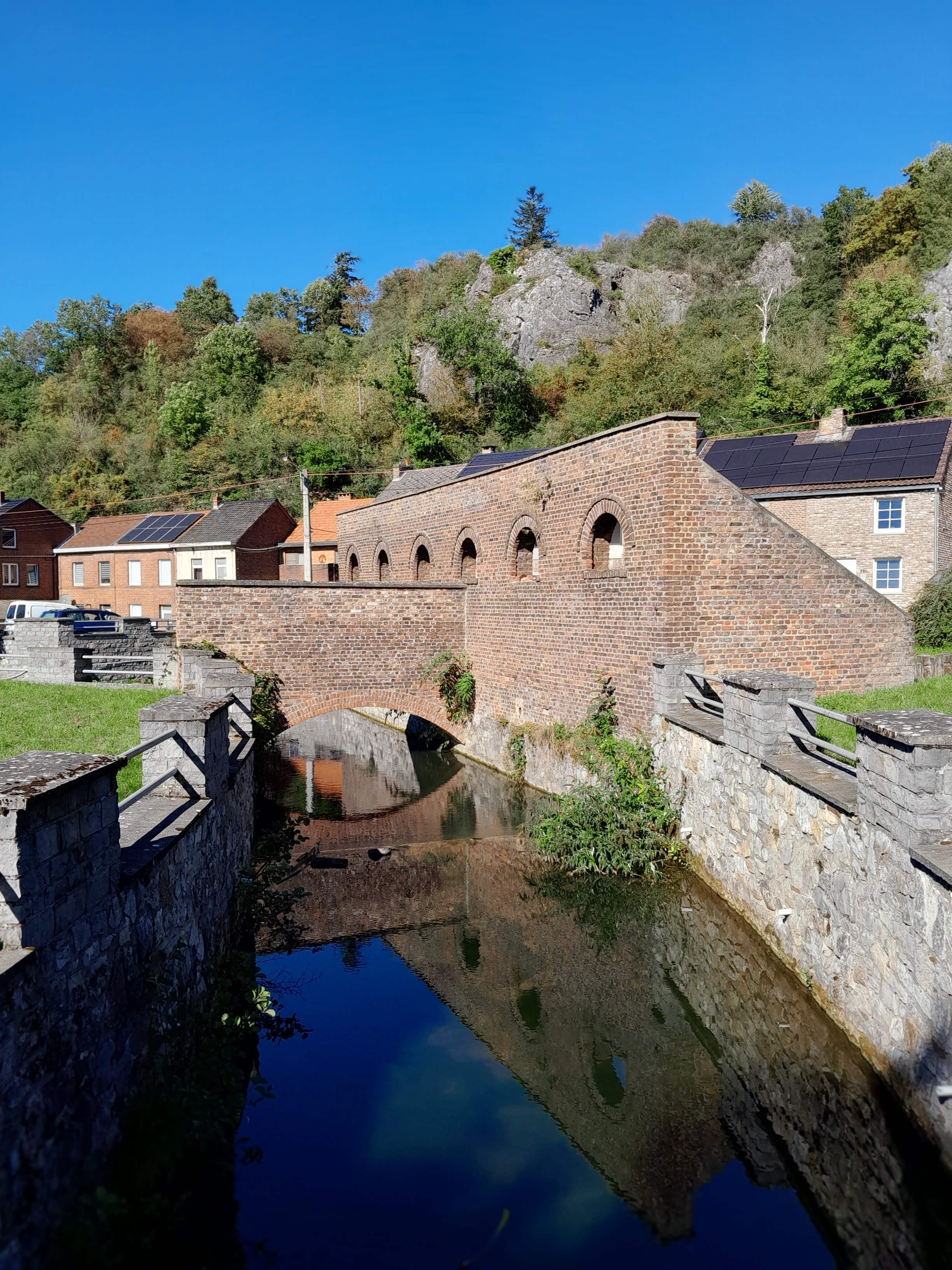
La rivière Hanzinne au parc de la Brockmanne.
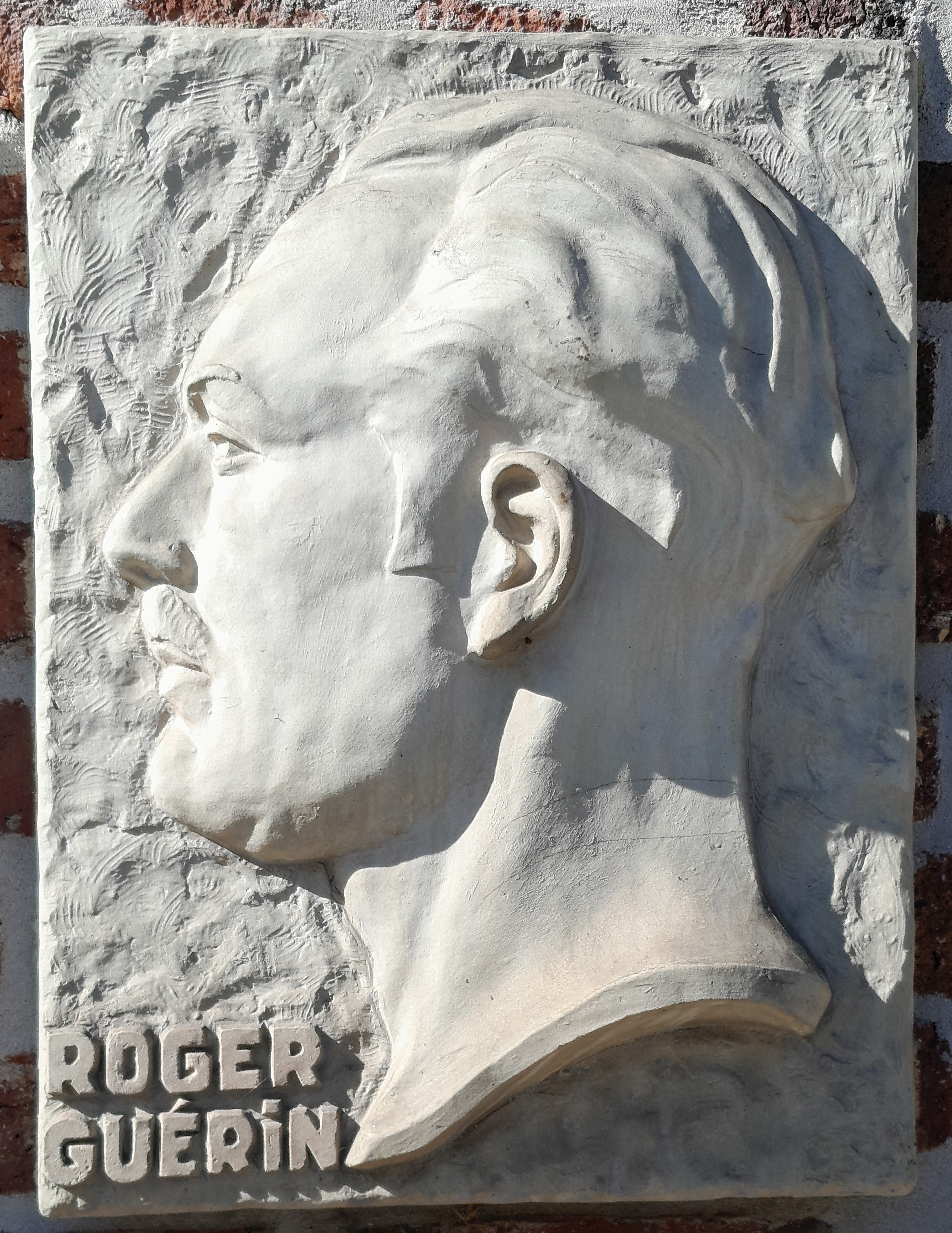
Plaque Roger Guérin sur la maison de la poterie.
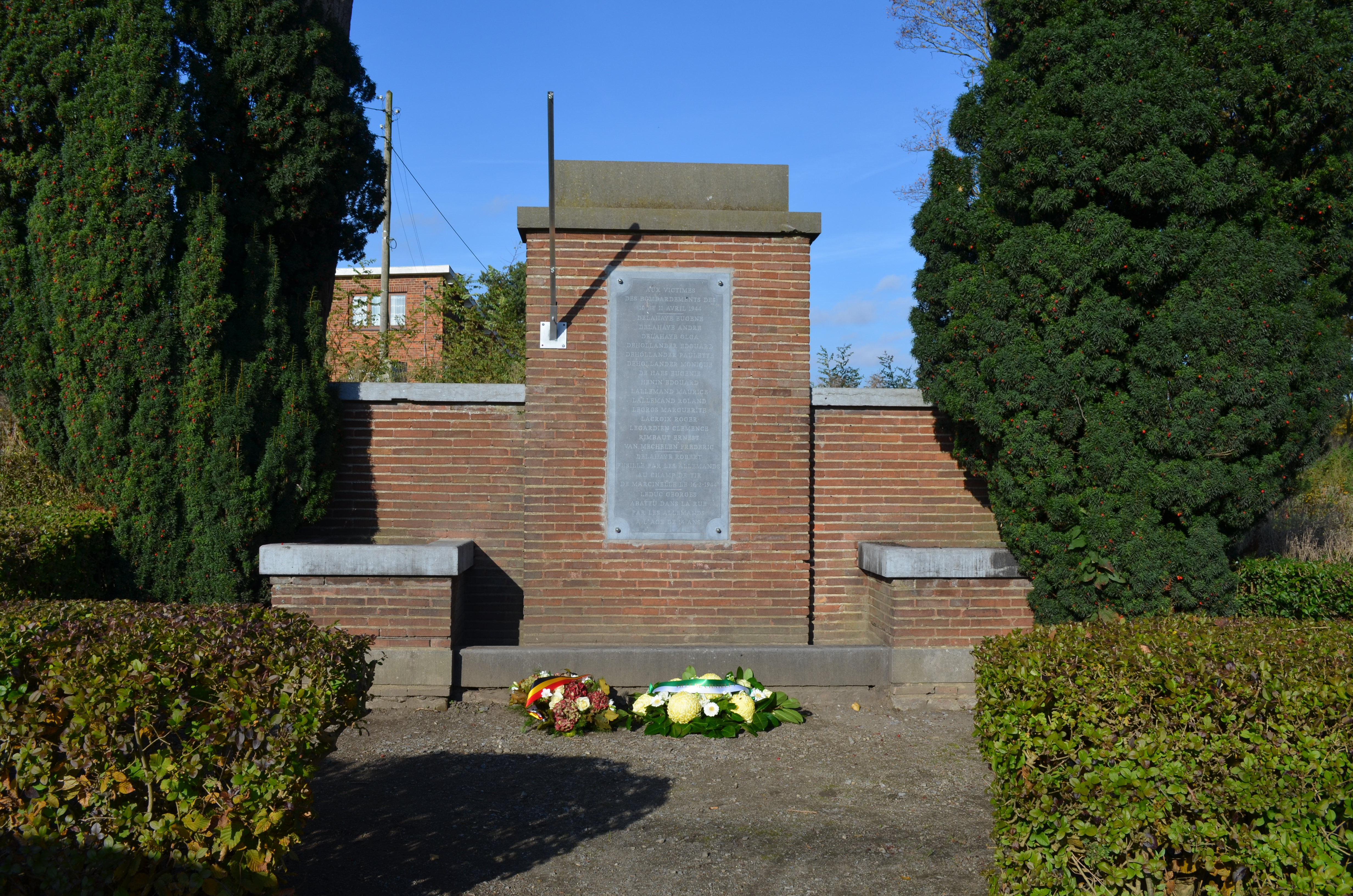
Monument aux victimes des bombardements et aux fusillés en 1944. Situé dans le hameau de la Sibérie.
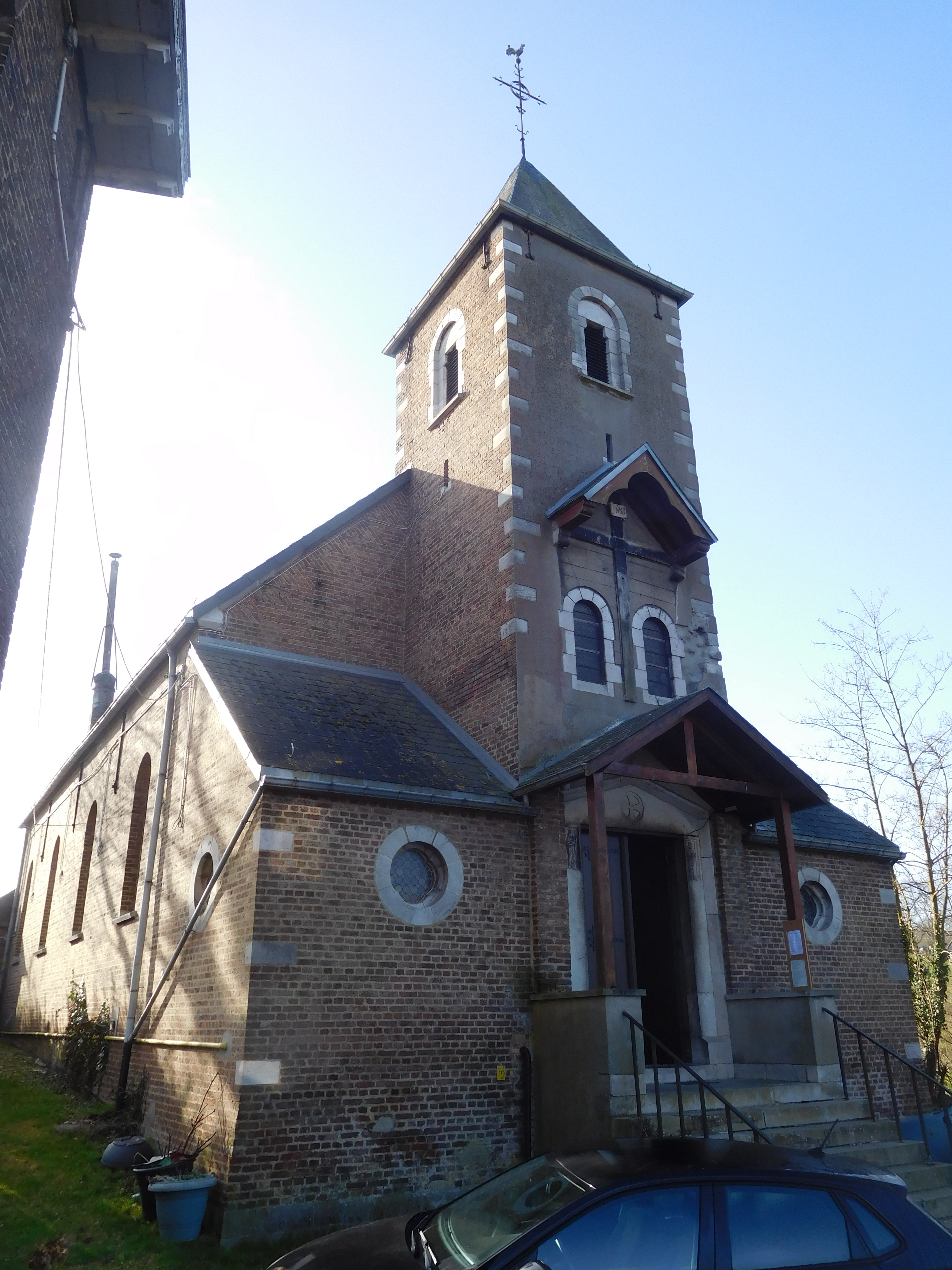
L'église Saint-Ferdinand de Chamborgneau.

## Vie associative

### Jumelage
- Campagnolles (France)

## Personnalités liées à la localité
- Willem Delsaux (1862-1945) : peintre et céramiste belge ayant eu son atelier de poterie à Bouffioulx.
- Edgard Aubry (1880-1943) : céramiste belge ayant eu son atelier de poterie à Bouffioulx, né à Châtelet et décédé à Bouffioulx.
- Roger Guérin (1896-1954) : céramiste de la période Art déco ayant eu son atelier de poterie à Bouffioulx et qui y est décédé. Une plaque à son nom est apposée sur la maison de la poterie.
- Hubert De Meyere (1943-), ingénieur et espérantiste belge.